# Pat Brown
Gerald Edmund "Pat" Brown, Sr (21 d'abril de 1905 - 16 de febrer de 1996) fou el 32è governador de Califòrnia, servint de 1959 a 1967, i el pare del també governador Jerry Brown.
Brown va néixer a San Francisco, Califòrnia, un dels quatre fills d'Edmund i Ida Schuckman Brown. El seu pare era un catòlic irlandès i la seva mare una protestant alemanya. Va adquirir el sobrenom de "Pat" durant els seus anys escolars.
Era campió de debat de la Societat de Lowell Forensic de St Francesc Lowell High School, on es va graduar en 1923. Brown estudià dret a la universitat i va treballar a la botiga de cigars del seu pare. Es va graduar a la Francisco College of Law (Facultat de dret de San Rancisco) a la primavera de 1927, i va començar a treballar en un despatx d'advocats a San Francisco.
Brown es va presentar com a membre del Partit republicà a l'Assemblea de l'Estat el 1928, però va perdre, i es va unir al Partit Demòcrata el 1932. Ell va esperar fins al 1939 per aspirar a un càrrec públic, i aquell any es va presentar com a candidat a Fiscal del Districte de San Francisco, va perdre en fabor de Matthew Brady.
El 1946, el candidat demòcrata, Brown va perdre la carrera per convertir-se en Procurador General de Califòrnia a Los Angeles en contra del fiscal del Comtat Frederick N. Howser. Hi Concorre de nou el 1950, i guanya l'elecció com a fiscal general, va ser reelegit el 1954. Mentre era procurador general, va ser l'únic demòcrata a guanyar les eleccions a nivell estatal a Califòrnia.
El 1958, va ser el candidat demòcrata per a governador de Califòrnia. Va derrotar el senador William F. Knowland per un marge de gairebé 20 punts percentuals i una diferència de més d'1 milió de vots. Va ser reelegit el 1962, derrotant a l'ex vicepresident Richard Nixon en un 52% del total de vots. Va perdre les eleccions de 1966 a favor d'un altre futur president republicà, Ronald Reagan. Reagan va desbancar a Brown amb un 58% favorable als republicans, guanyant amb una diferència d'uns 990.000 vots.
Durant els seus dos mandats, Brown va commutar 23 penes de mort, la signatura de la commutació per primera de les quals en el seu segon dia en el càrrec. En el cas de Chessman Brown va proposar que la pena de mort sigues abolida, però no la prosperà. El seu successor republicà, Ronald Reagan, va ser un ferm partidari de la pena i va supervisar l'última execució a Califòrnia el 1967.
En contrast, el governador Brown va permetre 36 execucions, incloent-hi el cas molt controvertit de Caryl Chessman el 1960 i Duncan Elizabeth el mateix any. L'última dona morta així abans que una moratòria nacional fos instituïda. Anys enrere Brown s'havia mostrat a favor d'aquesta, posició que rectificà quan va assumir el càrrec de governador.
Pat Brown va morir als 90 anys a Beverly Hills i és enterrat al cementiri de Holly Cross a Colma. El seu ha sigut el funeral de governador més recent en l'estat de Califòrnia fins ara (Ronald Reagan va ser l'ex governador de Califòrnia més recent a morir, però el seu funeral es va celebrar a la Catedral Nacional de Washington a Washington DC).
Abans de 1959, la lleialtat a un partit polític no era important a Califòrnia. A través d'una pràctica coneguda com a Creu de presentació, una persona podia concorre tant en la primària demòcrata com en la republicana, al mateix temps. Com s'indica en l'article sobre el Partit Demòcrata de Califòrnia, el governador Earl Warren ho va fer el 1946 i 1950. La Creu de presentació va ser abolida el 1959. Així, el fet que Brown fos Republicà i més tard demòcrata no va ser, en aquell moment, tan important a Califòrnia.
Brown i la seva dona, Bernice (née Layne), filla d'un capità de policia de San Francisco, foren nuvis la seva joventut. Es van casar el 1930 i va tenir quatre fills (tots nascuts a San Francisco): Barbara (1931), Cynthia (1933), Jerry, actual governador de Califòrnia (1938) i Kathleen (1945)Tresorera de l'Estat de Califòrnia el 1990 i candidata a governadora el 1994.